# 中原益治郎
中原 益治郎（なかはら ますじろう、1895年（明治28年）1月5日 - 1958年（昭和33年）2月22日）は、日本の工学者。工学博士。大阪大学名誉教授。三菱重工業、芝浦共同工業各顧問。

## 人物
大阪府大阪市で、中原庄兵衛の二男として生まれる。中原繁之助の弟。分家した。1916年、東京帝国大学工科大学機械工学科入学。
1921年、東京帝国大学工学部機械工学科卒業。1923年、横浜高等工業学校教授となり、1927年、東京帝国大学工学部講師、1929年、大阪工業大学助教授を歴任。同大学が大阪帝国大学工学部に昇格後、引き続き助教授の任にあり1935年、教授に進む。
1934年、工学博士の学位を受く。趣味は音楽、囲碁、テニス、俳句。宗教は禅宗。住所は兵庫県西宮市大井手町、大阪府大阪市北区中之島。

## 家族・親族
中原家
- 妻・政江（1901年 - ?、兵庫、八馬兼介の妹[6]、八馬永蔵の三女）
- 男（1933年 - ）[6]
- 長女（1925年 - ）[5]
- 二女（1927年 - ）[6]
- 三女（1930年 - ）[6]
- 四女（1935年 - ）[6]

親戚
- 妻の兄・三代八馬兼介（八馬財閥当主、貴族院議員、神戸銀行頭取）[4]